# مؤسسه فیلم دوحه
مؤسسه فیلم دوحه (به عربی: مؤسسة الدوحة للأفلام) یک سازمان فرهنگی مستقل و غیرانتفاعی است که در سال ۲۰۱۰ توسط شیخه میاسه بنت حمد بن خلیفه آل ثانی، با هدف حمایت از رشد سینمای قطر تأسیس شد.
مؤسسه فیلم دوحه (به اختصار DFI) در زمینه تأمین مالی و تولید فیلم‌های بومی، منطقه ای و بین‌المللی، برنامه‌های آموزشی و نمایش فیلم فعالیت می‌کند. این مؤسسه همچنین جشنواره فیلم جوان اجیال و قمره را به منظور فراهم کردن فرصت تربیت، پرورش و یادگیری عملی برای فیلمسازان قطر و سایر نقاط جهان برگزار می‌کند. علاوه بر آن DFI جشنواره فیلم تریبکای دوحه را با حمایت جشنواره فیلم ترایبکا برگزار می‌کند.
DFI تاکنون در تولید چندین فیلم نقش داشته‌است که از جمله آنها می‌توان به فروشنده ساخته اصغر فرهادی، زیر سایه به کارگردانی بابک انوری، درست شبیه یک زن با بازی سیه‌نا میلر، بنیادگرای ناراضی به کارگردانی میرا نایر، و فیلم کوتاهی از کانیه وست به نام تابستان بیرحم که در دوحه فیلمبرداری شد و در جشنواره فیلم کن ۲۰۱۲ به نمایش درآمد، اشاره کرد. همچنین انیمیشن پیامبر ساخته سلما هایک یکی از فیلم‌هاییست که مؤسسه فیلم دوحه تهیه‌کنندگی مشترک آن را برعهده داشته‌است. این انیمیشن براساس رمانی از جبران خلیل جبران به نام پیامبر ساخته شده و راجر آلرز کارگردان شیرشاه آن را کارگردانی کرده‌است.
برخی فیلمهایی که این مؤسسه از آنها پشتیبانی مالی کرده نامزد جایزه اسکار شده‌اند. فیلم «از پدران و پسران» در بخش بهترین فیلم مستند و کفرناحوم برای بهترین فیلم زبان خارجی نامزد جایزه اسکار ۲۰۱۹ شدند.
این مؤسسه همچنین کارگاه‌ها و آزمایشگاه‌هایی را برای فیلمسازان تازه‌کار فراهم می‌کند که در آن با انواع مختلف مهارت‌ها و رویکردهای خلاقانه آشنا شوند.